# Combretum albopunctatum
Combretum albopunctatum är en tvåhjärtbladig växtart som beskrevs av Suesseng.. Combretum albopunctatum ingår i släktet Combretum och familjen Combretaceae. Inga underarter finns listade i Catalogue of Life.